# Lista över Schweiz presidenter och vicepresidenter

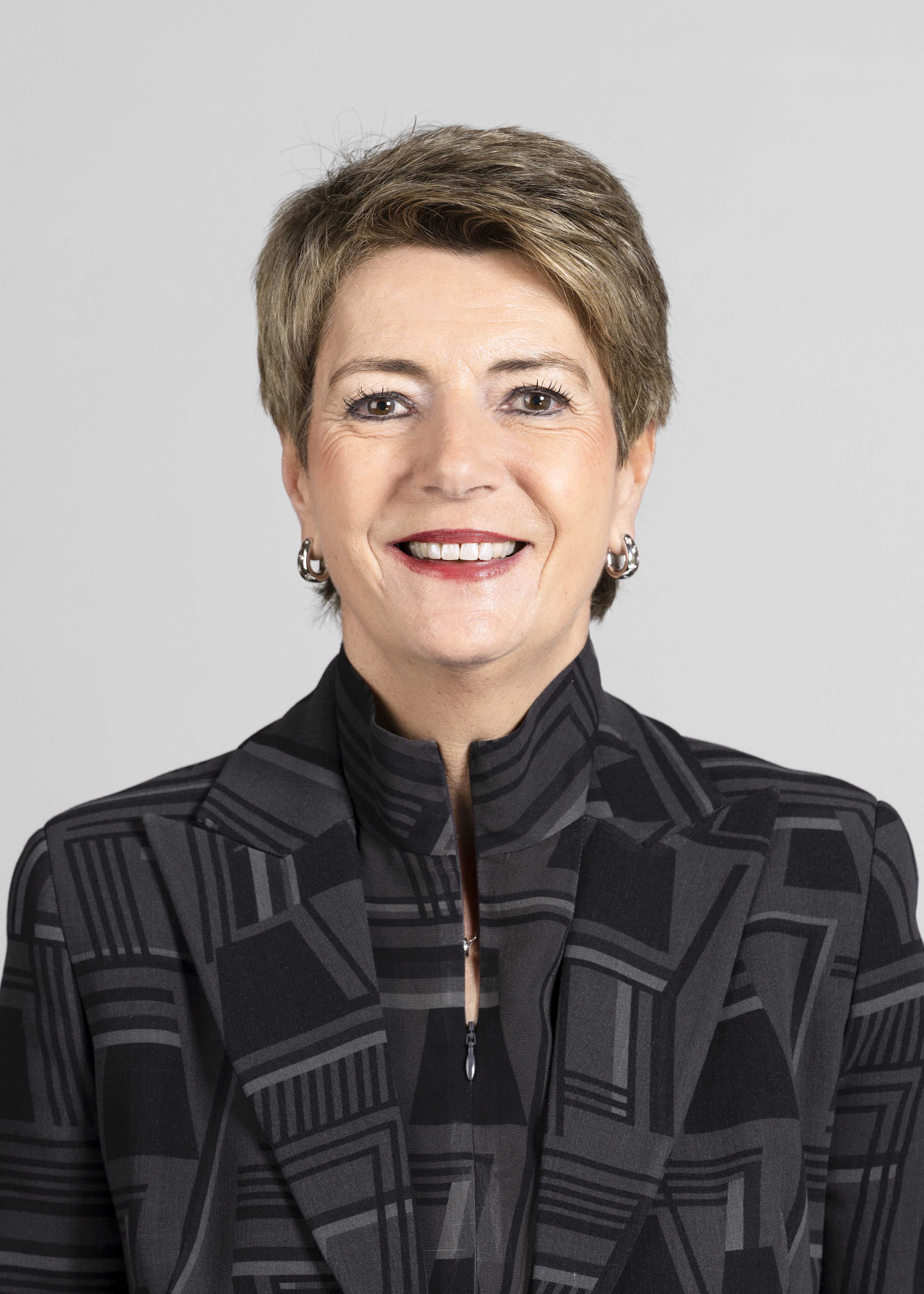
Karin Keller-Sutter är Schweiz förbundspresident sedan 1 januari 2025

Denna lista över Schweiz presidenter och vicepresidenter upptar de som varit presiderande ledamot och dennes ställföreträdare i förbundsrådet, Schweiz federala regering, sedan 1848. Förbundspresidenten, som väljs av förbundsförsamlingen för ett år, leder förbundsrådets möten och tar på sig vissa representativa uppgifter. Såsom primus inter pares har han eller hon inga särskilda befogenheter som de övriga regeringsmedlemmarna inte har och fortsätter att förestå sitt ministerium under presidenttiden.
| År   | Förbundspresident            | Vicepresident                          |
| ---- | ---------------------------- | -------------------------------------- |
| 1848 | Jonas Furrer                 | Daniel-Henri Druey                     |
| 1849 | Jonas Furrer                 | Daniel-Henri Druey                     |
| 1850 | Daniel-Henri Druey           | Josef Munzinger                        |
| 1851 | Josef Munzinger              | Jonas Furrer                           |
| 1852 | Jonas Furrer                 | Wilhelm Matthias Naeff                 |
| 1853 | Wilhelm Matthias Naeff       | Friedrich Frey-Herosé                  |
| 1854 | Friedrich Frey-Herosé        | Ulrich Ochsenbein                      |
| 1855 | Jonas Furrer                 | Jakob Stämpfli                         |
| 1856 | Jakob Stämpfli               | Constant Fornerod                      |
| 1857 | Constant Fornerod            | Jonas Furrer                           |
| 1858 | Jonas Furrer                 | Jakob Stämpfli                         |
| 1859 | Jakob Stämpfli               | Friedrich Frey-Herosé                  |
| 1860 | Friedrich Frey-Herosé        | Melchior Josef Martin Knüsel           |
| 1861 | Melchior Josef Martin Knüsel | Jakob Stämpfli                         |
| 1862 | Jakob Stämpfli               | Constant Fornerod                      |
| 1863 | Constant Fornerod            | Jakob Dubs                             |
| 1864 | Jakob Dubs                   | Karl Schenk                            |
| 1865 | Karl Schenk                  | Melchior Josef Martin Knüsel           |
| 1866 | Melchior Josef Martin Knüsel | Constant Fornerod                      |
| 1867 | Constant Fornerod            | Jakob Dubs                             |
| 1868 | Jakob Dubs                   | Emil Welti                             |
| 1869 | Emil Welti                   | Victor Ruffy                           |
| 1870 | Jakob Dubs                   | Karl Schenk                            |
| 1871 | Karl Schenk                  | Emil Welti                             |
| 1872 | Emil Welti                   | Paul Ceresole                          |
| 1873 | Paul Ceresole                | Karl Schenk                            |
| 1874 | Karl Schenk                  | Emil Welti                             |
| 1875 | Johann Jakob Scherer         | Eugène Borel                           |
| 1876 | Emil Welti                   | Joachim Heer                           |
| 1877 | Joachim Heer                 | Karl Schenk                            |
| 1878 | Karl Schenk                  | Bernhard Hammer                        |
| 1879 | Bernhard Hammer              | Emil Welti                             |
| 1880 | Emil Welti                   | Fridolin Anderwert                     |
| 1881 | Numa Droz                    | Simeon Bavier                          |
| 1882 | Simeon Bavier                | Louis Ruchonnet                        |
| 1883 | Louis Ruchonnet              | Emil Welti                             |
| 1884 | Emil Welti                   | Karl Schenk                            |
| 1885 | Karl Schenk                  | Adolf Deucher                          |
| 1886 | Adolf Deucher                | Numa Droz                              |
| 1887 | Numa Droz                    | Wilhelm Hertenstein                    |
| 1888 | Wilhelm Hertenstein          | Bernhard Hammer                        |
| 1889 | Bernhard Hammer              | Louis Ruchonnet                        |
| 1890 | Louis Ruchonnet              | Emil Welti                             |
| 1891 | Emil Welti                   | Walter Hauser                          |
| 1892 | Walter Hauser                | Karl Schenk                            |
| 1893 | Karl Schenk                  | Emil Frey                              |
| 1894 | Emil Frey                    | Joseph Zemp                            |
| 1895 | Joseph Zemp                  | Adrien Lachenal                        |
| 1896 | Adrien Lachenal              | Adolf Deucher                          |
| 1897 | Adolf Deucher                | Eugène Ruffy                           |
| 1898 | Eugène Ruffy                 | Eduard Müller                          |
| 1899 | Eduard Müller                | Walter Hauser                          |
| 1900 | Walter Hauser                | Ernst Brenner                          |
| 1901 | Ernst Brenner                | Joseph Zemp                            |
| 1902 | Joseph Zemp                  | Adolf Deucher                          |
| 1903 | Adolf Deucher                | Robert Comtesse                        |
| 1904 | Robert Comtesse              | Marc-Emile Ruchet                      |
| 1905 | Marc-Emile Ruchet            | Ludwig Forrer                          |
| 1906 | Ludwig Forrer                | Eduard Müller                          |
| 1907 | Eduard Müller                | Ernst Brenner                          |
| 1908 | Ernst Brenner                | Adolf Deucher                          |
| 1908 | Ernst Brenner                | Joseph Zemp                            |
| 1909 | Adolf Deucher                | Robert Comtesse                        |
| 1910 | Robert Comtesse              | Marc-Emile Ruchet                      |
| 1911 | Marc-Emile Ruchet            | Ludwig Forrer                          |
| 1912 | Ludwig Forrer                | Eduard Müller                          |
| 1913 | Eduard Müller                | Arthur Hoffmann                        |
| 1914 | Arthur Hoffmann              | Giuseppe Motta                         |
| 1915 | Giuseppe Motta               | Camille Decoppet                       |
| 1916 | Camille Decoppet             | Edmund Schulthess                      |
| 1917 | Edmund Schulthess            | Felix-Louis Calonder                   |
| 1918 | Felix-Louis Calonder         | Eduard Müller                          |
| 1919 | Gustave Ador                 | Giuseppe Motta                         |
| 1920 | Giuseppe Motta               | Edmund Schulthess                      |
| 1921 | Edmund Schulthess            | Robert Haab                            |
| 1922 | Robert Haab                  | Karl Scheurer                          |
| 1923 | Karl Scheurer                | Ernest Chuard                          |
| 1924 | Ernest Chuard                | Jean-Marie Musy                        |
| 1925 | Jean-Marie Musy              | Heinrich Häberlin                      |
| 1926 | Heinrich Häberlin            | Giuseppe Motta                         |
| 1927 | Giuseppe Motta               | Edmund Schulthess                      |
| 1928 | Edmund Schulthess            | Robert Haab                            |
| 1929 | Robert Haab                  | Karl Scheurer                          |
| 1930 | Jean-Marie Musy              | Heinrich Häberlin                      |
| 1931 | Heinrich Häberlin            | Giuseppe Motta                         |
| 1932 | Giuseppe Motta               | Edmund Schulthess                      |
| 1933 | Edmund Schulthess            | Marcel Pilet-Golaz                     |
| 1934 | Marcel Pilet-Golaz           | Rudolf Minger                          |
| 1935 | Rudolf Minger                | Albert Meyer                           |
| 1936 | Albert Meyer                 | Giuseppe Motta                         |
| 1937 | Giuseppe Motta               | Johannes Baumann                       |
| 1938 | Johannes Baumann             | Philipp Etter                          |
| 1939 | Philipp Etter                | Marcel Pilet-Golaz                     |
| 1940 | Marcel Pilet-Golaz           | Rudolf Minger                          |
| 1940 | Marcel Pilet-Golaz           | Hermann Obrecht                        |
| 1941 | Ernst Wetter                 | Philipp Etter                          |
| 1942 | Philipp Etter                | Enrico Celio                           |
| 1943 | Enrico Celio                 | Walther Stampfli                       |
| 1944 | Walther Stampfli             | Marcel Pilet-Golaz                     |
| 1945 | Eduard von Steiger           | Karl Kobelt                            |
| 1946 | Karl Kobelt                  | Philipp Etter                          |
| 1947 | Philipp Etter                | Enrico Celio                           |
| 1948 | Enrico Celio                 | Ernst Nobs                             |
| 1949 | Ernst Nobs                   | Max Petitpierre                        |
| 1950 | Max Petitpierre              | Eduard von Steiger                     |
| 1951 | Eduard von Steiger           | Karl Kobelt                            |
| 1952 | Karl Kobelt                  | Philipp Etter                          |
| 1953 | Philipp Etter                | Rodolphe Rubattel                      |
| 1954 | Rodolphe Rubattel            | Josef Escher                           |
| 1955 | Max Petitpierre              | Markus Feldmann                        |
| 1956 | Markus Feldmann              | Hans Streuli                           |
| 1957 | Hans Streuli                 | Thomas Holenstein                      |
| 1958 | Thomas Holenstein            | Paul Chaudet                           |
| 1959 | Paul Chaudet                 | Giuseppe Lepori                        |
| 1960 | Max Petitpierre              | Friedrich Traugott Wahlen              |
| 1961 | Friedrich Traugott Wahlen    | Paul Chaudet                           |
| 1962 | Paul Chaudet                 | Jean Bourgknecht                       |
| 1962 | Paul Chaudet                 | Willy Spühler                          |
| 1963 | Willy Spühler                | Ludwig von Moos                        |
| 1964 | Ludwig von Moos              | Hans-Peter Tschudi                     |
| 1965 | Hans-Peter Tschudi           | Hans Schaffner                         |
| 1966 | Hans Schaffner               | Roger Bonvin                           |
| 1967 | Roger Bonvin                 | Willy Spühler                          |
| 1968 | Willy Spühler                | Ludwig von Moos                        |
| 1969 | Ludwig von Moos              | Hans-Peter Tschudi                     |
| 1970 | Hans-Peter Tschudi           | Rudolf Gnägi                           |
| 1971 | Rudolf Gnägi                 | Nello Celio                            |
| 1972 | Nello Celio                  | Roger Bonvin                           |
| 1973 | Roger Bonvin                 | Ernst Brugger                          |
| 1974 | Ernst Brugger                | Pierre Graber                          |
| 1975 | Pierre Graber                | Rudolf Gnägi                           |
| 1976 | Rudolf Gnägi                 | Kurt Furgler                           |
| 1977 | Kurt Furgler                 | Willy Ritschard                        |
| 1978 | Willy Ritschard              | Hans Hürlimann                         |
| 1979 | Hans Hürlimann               | Georges-André Chevallaz                |
| 1980 | Georges-André Chevallaz      | Kurt Furgler                           |
| 1981 | Kurt Furgler                 | Fritz Honegger                         |
| 1982 | Fritz Honegger               | Pierre Aubert                          |
| 1983 | Pierre Aubert                | Willy Ritschard                        |
| 1984 | Leon Schlumpf                | Kurt Furgler                           |
| 1985 | Kurt Furgler                 | Alphons Egli                           |
| 1986 | Alphons Egli                 | Pierre Aubert                          |
| 1987 | Pierre Aubert                | Otto Stich                             |
| 1988 | Otto Stich                   | Jean-Pascal Delamuraz                  |
| 1989 | Jean-Pascal Delamuraz        | Elisabeth Kopp                         |
| 1989 | Jean-Pascal Delamuraz        | Arnold Koller                          |
| 1990 | Arnold Koller                | Flavio Cotti                           |
| 1991 | Flavio Cotti                 | René Felber                            |
| 1992 | René Felber                  | Adolf Ogi                              |
| 1993 | Adolf Ogi                    | Otto Stich                             |
| 1994 | Otto Stich                   | Kaspar Villiger                        |
| 1995 | Kaspar Villiger              | Jean-Pascal Delamuraz                  |
| 1996 | Jean-Pascal Delamuraz        | Arnold Koller                          |
| 1997 | Arnold Koller                | Flavio Cotti                           |
| 1998 | Flavio Cotti                 | Ruth Dreifuss                          |
| 1999 | Ruth Dreifuss                | Adolf Ogi                              |
| 2000 | Adolf Ogi                    | Moritz Leuenberger                     |
| 2001 | Moritz Leuenberger           | Kaspar Villiger                        |
| 2002 | Kaspar Villiger              | Pascal Couchepin                       |
| 2003 | Pascal Couchepin             | Ruth Metzler-Arnold                    |
| 2004 | Joseph Deiss                 | Samuel Schmid                          |
| 2005 | Samuel Schmid                | Moritz Leuenberger                     |
| 2006 | Moritz Leuenberger           | Micheline Calmy-Rey                    |
| 2007 | Micheline Calmy-Rey          | Pascal Couchepin                       |
| 2008 | Pascal Couchepin             | Hans-Rudolf Merz                       |
| 2009 | Hans-Rudolf Merz             | Doris Leuthard                         |
| 2010 | Doris Leuthard               | Moritz Leuenberger Micheline Calmy-Rey |
| 2011 | Micheline Calmy-Rey          | Eveline Widmer-Schlumpf                |
| 2012 | Eveline Widmer-Schlumpf      | Ueli Maurer                            |
| 2013 | Ueli Maurer                  | Didier Burkhalter                      |
| 2014 | Didier Burkhalter            | Simonetta Sommaruga                    |
| 2015 | Simonetta Sommaruga          | Johann Schneider-Ammann                |
| 2016 | Johann Schneider-Ammann      | Doris Leuthard                         |
| 2017 | Doris Leuthard               | Alain Berset                           |
| 2018 | Alain Berset                 | Ueli Maurer                            |
| 2019 | Ueli Maurer                  | Simonetta Sommaruga                    |
| 2020 | Simonetta Sommaruga          | Guy Parmelin                           |
| 2021 | Guy Parmelin                 | Ignazio Cassis                         |
| 2022 | Ignazio Cassis               | Alain Berset                           |
| 2023 | Alain Berset                 | Viola Amherd                           |
| 2024 | Viola Amherd                 | Karin Keller-Sutter                    |
| 2025 | Karin Keller-Sutter          | Guy Parmelin                           |